# Jason Hawes
Jason Conrad Hawes (* 27. Dezember 1971 in Canandaigua, New York) ist der Gründer von The Atlantic Paranormal Society (TAPS), einer Organisation, die sich mit paranormalen Fällen beschäftigt, mit Sitz in Warwick, Rhode Island. Hawes ist ebenfalls ein Co-Produzent der Syfy-Serie Ghost Hunters, welche bereits mit der zehnten Staffel gestartet ist. Die elfte Staffel wird ab August 2016 in den USA erstausgestrahlt.

## Interessen, Familie und Freunde
Hawes hat vielseitige Interessen außerhalb TAPS. Unter anderem die Bildende Kunst, Tiefseefischerei, Kampfkunst (er kämpfte bei zahlreichen Wettbewerben), Camping, Trekking, Bücher schreiben, Drehbücher und kochen. Hawes und der Mitgründer von TAPS (Grant Wilson) sind langzeitige Mitarbeiter bei ihrer Arbeit als Klempner für Roto Rooter. Hawes war vor Beginn der Show der beste Klempner bei Roto Rooter in Neuengland. Die beiden waren ebenfalls Besitzer des Spalding Inn, welches in Whitefield, New Hampshire steht.
Hawes verbringt viel Zeit mit der Teilnahme an Benefiz-Veranstaltungen, um krebskranken Kindern zu helfen. Außerdem schrieb er vier Science-Fiction/Thriller-Drehbücher. Hawes und seine Frau Kris haben fünf Kinder – drei Mädchen, Zwillinge und ein Enkelkind ihrer ältesten Tochter Samantha.

## Bedrohliche E-Mails
Im März 2005 schrieb Barry Clinton Eckstrom aus Upper St. Clair, Pennsylvania bedrohliche E-Mails an Jason Hawes. Hawes alarmierte daraufhin das FBI in Providence, Rhode Island. Als die E-Mails den Präsidenten George W. Bush bedrohten, wurde der Secret Service eingeschaltet. Eckstrom benutzte auch Hawes’ Name, um E-Mails an weibliche Mitglieder von TAPS zu senden, in denen er sie bedrohte, sie zu vergewaltigen und anschließend zu töten. Unter der Überwachung von Bundesbeamten benutzte Eckstrom einen Bibliothekscomputer in Bethel Park, Pennsylvania, um eine E-Mail in Hawes’ Namen an die Roto-Rooter-Zentrale in Cincinnati zu senden. In dieser E-Mail drohte er an, dort Mitarbeiter erschießen zu wollen. Ferner schrieb Eckstrom, ebenfalls in Hawes Namen, eine Nachricht über die Website des Department of Homeland Security, in der er ankündigte, Präsident Bush zu töten. Noch bevor er die Nachricht abschicken konnte, wurde er verhaftet. Aufgrund dieser Aktivitäten wurde Eckstrom im Januar 2006 zu zwei Jahren Haft verurteilt.